# Лунцевич, Валентин Васильевич
Владимир Александрович Тарачев (род. 9 августа 1954, Малые Стеблевичи, Брестская область) — российский политический деятель, депутат третьего и четвёртого созывов.

## Биография
Окончил Белорусский технологический институт им. С. М. Кирова (1977), Ленинградскую Высшую партийную школу (1990, заочно).

### Депутат госдумы
В декабре 1999 года был избран депутатом Государственной Думы ФС РФ третьего созыва по общефедеральному списку избирательного блока «Отечество — Вся Россия».
7 декабря 2003 года был избран депутатом Государственной Думы ФС РФ четвёртого созыва по общефедеральному списку избирательного объединения «Единая Россия». В Госдуме вошёл в состав фракции «Единая Россия».